# Mistrovství Asie
Mistrovství Asie označuje obvykle sportovní turnaj, jehož se účastní reprezentace asijských států.
V některých sportech se tyto země mohou účastnit i mistrovství Evropy (například v případě mistrovství Evropy ve fotbale se mohou účastnit i Izrael či Kazachstán). Mistrovství Evropy se obvykle účastní i Rusko a Turecko, ačkoliv geograficky leží také v Asii.
Na mistrovství Asie je obvykle nutné se kvalifikovat.

## Přehled mistrovství Asie
- Mistrovství Asie v atletice
- Mistrovství Asie ve fotbale
  - Mistrovství Asie v malém fotbale FIF7
- Mistrovství Asie v judu
- Mistrovství Asie v ledolezení
- Mistrovství Asie v rychlobruslení
- Mistrovství Asie ve sportovním lezení
- Mistrovství Asie ve vzpírání
- Mistrovství Asie v zápasu

### Juniorská
- Mistrovství Asie juniorů ve sportovním lezení

### Univerzitní
- Akademické mistrovství Asie ve sportovním lezení